# 게리슨 유격대
게리슨 유격대(영어: Garrison's Gorillas)는 ABC에서 제작, 1967년부터 이듬해까지 방송된 텔레비전 프로그램이다. 총 26편이 제작되었다. 유사한 내용의 1967년의 영화 《특공대작전》으로부터 영감을 얻었는데, 이 영화에서는 수감자들을 제2차 세계 대전의 군사 작전에 투입하기 위해 훈련시킨다.

## 한국 방영
- 대한민국에서는 1975년 TBC 동양방송 방영 하고 1979년 1월 마지막 방영 4년만에 종영 하고 1981년 1월 KBS2 TV 한국방송 3년만에 방영 잠시 이동 하고 1982년 9월 2년 까지 종영 하고 1982년 10월부터 1983년 4월 1년만에 까지 MBC 문화방송에서 방영 이동 하고 바뀌고 방영되었으며, 맡기고 조기 종영되는 비운을 맞았다.